# Naypyidaw
Die Planstadt Naypyidaw (birmanisch နေပြည်တော်), auch Nay Pyi Taw oder Naypyitaw (IPA [ˈnaɪ̯pɪdaʊ̯], birmanisch [nèpjìdɔ̀]) ist seit 2005 die Hauptstadt von Myanmar.

## Geschichte
Am 6. November 2005 wurde die Hauptstadt Myanmars von Rangun in die rund 300 km nördlich gelegene Planstadt Naypyidaw verlegt. Diese neue Stadt wurde auf einem großflächigen Areal einige Kilometer westlich der Kleinstadt Pyinmana errichtet. Sie bekam am 22. März 2006 den Namen Naypyidaw („Sitz der Könige“) verliehen. Als Grund für den Umzug wurde angegeben, dass das Gebiet, das aus allen Landesteilen leicht zu erreichen ist, durch seine zentrale Lage besser als Hauptstadt geeignet sei. Spekulationen über derartige Pläne gab es schon seit 2001. Diese Berichte waren aber von Seiten der Regierung bis kurz vor der offiziellen Bekanntgabe als noch nicht aktuell zurückgewiesen worden.
Am 27. März 2006 beging die Regierung erstmals den „Tag der Streitkräfte“ in der neuen Hauptstadt. Vor ausgewähltem Publikum und streng reglementierter Berichterstattung nahm General Than Shwe eine Parade von über 12.500 Soldaten ab und ermöglichte erstmals der Weltöffentlichkeit einen – wenn auch zensierten – Einblick in die nach wie vor halbfertige Verwaltungskapitale des Landes. Seitdem wurde der Ausbau zur neuen Hauptstadt in großem Tempo vorangetrieben. 2010 zählte die Stadt nach offiziellen Angaben bereits gut eine Million Einwohner. Unabhängige Beobachter halten deutlich geringere Zahlen für realistisch. Ein Bericht in der Süddeutschen Zeitung über einen „Besuch in der Geistermetropole von Myanmar“ spricht von „eine[r] dröhnenden Leere, die wirklich wehtut“.
Bis 2010 war Naypyidaw Teil der Mandalay-Region. Seither ist die Stadt als Unionsterritorium von den Regionen und Staaten des Landes unabhängig.

## Infrastruktur und Sehenswürdigkeiten
Wie bei vielen Planstädten ist das Stadtgebiet deutlich in verschiedene Regierungsviertel, Wohngebiete, Militärzonen, Einkaufszentren sowie Hotel- und Freizeitgebiete gegliedert. Dazwischen befinden sich künstliche Seen, Parks und breit angelegte Straßen. Um den Erwartungen an eine Hauptstadt zu entsprechen, wurde eine ganze Reihe repräsentativer Gebäude errichtet, so zum Beispiel der für die Öffentlichkeit nicht zugängliche Gebäudekomplex des birmanischen Parlaments, großzügig angelegte Ministerien und Wohnviertel für deren Angestellte. Ein zwei Quadratkilometer großes Gebiet wurde für Botschaften und internationale Einrichtungen reserviert.
2009 wurde die Uppatasanti-Pagode eingeweiht, welche der Shwedagon-Pagode in Rangun nachempfunden ist. Weiterhin bietet die Stadt ein Nationalmuseum, ein Museum für Edelsteine, ein Sportmuseum und ein Militärmuseum.
In Naypyidaw wurden ferner ein Golfplatz, ein Zoologischer Garten und ein Safari-Park angelegt. Auch ein internationaler Flughafen ist im Zusammenhang mit dem Hauptstadtumzug entstanden.
Für die Bevölkerung bestehen relativ moderne Krankenhäuser, Schulen, Sportanlagen und Einkaufszentren.
Naypyidaw ist eine Zwischenstation auf der von Überlandbussen befahrenen Strecke Rangun–Mandalay, und seit Ende 2010 verbindet der Yangon-Mandalay Expressway die Hauptstadt mit den urbanen Zentren Mandalay im Norden und Rangun im Süden.

## Veranstaltungen
- 5. bis 7. Juni 2013: 22. Weltwirtschaftsforum Ostasien
- Südostasienspiele 2013
- 10./11. Mai 2014: Gipfeltreffen der Staats- und Regierungschefs der ASEAN-Mitgliedsstaaten